# 오상희 (작가)
오상희는 대한민국의 텔레비전 드라마 작가이다. 

## 드라마
- 2008년 KBS2 월화 미니시리즈 《싱글파파는 열애중》 ... 집필
- 2011년 MBC 아침 일일연속극 《당신 참 예쁘다》 ... 집필
- 2012년 ~ 2013년 MBC 주말연속극 《아들녀석들》 ... (21회 ~ ) 집필
- 2017년 MBC 저녁 일일연속극 《별별 며느리》 ... 집필
- 2019년 ~ 2020년 KBS2 저녁 일일연속극 《우아한 모녀》 ... 집필
- 2024년 ~ 2025년 KBS2 저녁 일일연속극 《신데렐라 게임》 ... 집필